# Dedomè
Dedomè è un arrondissement del Benin situato nella città di Kpomassè (dipartimento dell'Atlantico) con 6.480 abitanti (dato 2006).